# L'uomo che disegnò Dio
Pour plus de détails, voir Fiche technique et Distribution.
L'uomo che disegnò Dio est un film dramatique américano-russo-italien réalisé par Franco Nero et sorti en 2021. C'est le premier long-métrage où apparaît Kevin Spacey depuis son hiatus en 2018 dû à ses démêlés judiciaires. Le film a été tourné à Turin.

## Fiche technique
Sauf indication contraire, les informations mentionnées dans cette section peuvent être confirmées par la base de données cinématographiques IMDb,  présente dans la section « Liens externes ».
- Titre original italien : L'uomo che disegnò Dio[3]
- Titre russe : Человек, который нарисовал Бога, Chelovek, kotoryy narisoval Boga[4]
- Titre anglais : The Man Who Drew God
- Réalisateur : Franco Nero
- Scénario : Lorenzo De Luca (it), Franco Nero, Eugenio Masciari (it)[3]
- Photographie : Matteo De Angelis, Gerardo Fornari[3]
- Décors : Gianni Quaranta
- Costumes : Elena Furfaro
- Musique : Giuliano Taviani (it)
- Assistant-réalisateur : Ludovico Piccolo
- Producteurs : Louis Nero, Zeno Pisani, Alexandre Nistratov, Bernard Salzmann, Michael Tadross JR[3]
- Sociétés de production : L'Altrofilm, Tadross Media Group, BuldDog Brothers, Film Commission Torino Piemonte[3],[5]
- Pays de production :  Italie -  Russie -  États-Unis[3]
- Langue de tournage : italien
- Format : Couleur - 1,33:1
- Durée : 100 minutes (1h40)
- Genre : Drame
- Dates de sortie[6] :
  - Italie : 5 octobre 2021

## Distribution
- Franco Nero : Emanuele
- Kevin Spacey : Le détective
- Stefania Rocca : Pola
- Robert Davi : Fauci, l'avocat
- Alessia Alciati : Alessia
- Diana Dell'Erba (it) : Fiamma
- Isabel Ciammaglichella : Iaia
- Faye Dunaway : Tasha
- Wehazit Efrem Abrham : Maria
- Massimo Ranieri : Le mendiant
- Vittorio Boscolo : Le producteur